# Johann Christoph Bach I
Johann Christoph Bach I (ur. 6 grudnia 1642 w Arnstadt, zm. 31 marca 1703 w Eisenach) – niemiecki kompozytor i instrumentalista barokowy, syn Heinricha Bacha.
Od 1663 był organistą w kaplicy zamkowej w Arnstadt, a od 1665 w kościele św. Jerzego (Georgenkirche) w Eisenach, gdzie następnie działał jako klawesynista kapeli dworskiej. Pozostało po nim niewiele kompozycji (wszystkie w tzw. Archiwum starobachowskim).

## Twórczość
(na podstawie materiału źródłowego)

### Arie
- Es ist nun aus mit meinem Leben
- Mit Weinen hebt sichs an

### Motety
- Der Gerechte, ob ergleich zeitlich stirbt
- Der Mensch vom Weib geboren
- Fürchte dich nicht
- Herr, nun lässest du dein Diener
- Herr, wende dich und sei mir gnädig
- Herr, wenn ich nur dich habe
- Ich weiß, das mein Erlöser lebt
- Lieber Herr, wecke uns auf (Advent)
- Merk auf mein Herz BWV ANh. 163
- Nun. ich hab überwunden
- Sei gtreu bis in den Tod
- Unser Herzens Freude
- Was kein Auggesehen hat

### Koncerty
- Ach, daß ich Wassers gnug hätte
- Die Furcht des Herren (autorstwo niepewne; raczej Johann Michael Bach)
- Es erhub sichein Streit
- Herr, wende dich uns sei mir gnädig „Dialogus”
- Meine Freundin, du bist schön
- Wie bist du denn, O Gott im Zorn auf mich entbrannt (inna wersja tekstowa: Wie bist du denn, O Gott im Zorn so entbrannt auf mich) „Lamentation”
- Der Herr Zebaoth

### Utwory na instrumenty klawiszowe
- Aria Eberliniana pro dormente Camillo – Aria mit 15 Variationen
- Sarabande G-dur & 12 Variationen
- Aria a-moll & 15 Variationen
- Praeludium & Fuge Es-dur BWV Anh. 17
- 44 Choräle „welche bey wärendem Gottes Dienst zum Praembulieren gebrauchet werden können”
- Choral „Warum betrübst du dich” aus 44 Choräle
- Choral „Allein Gott in der Höh sei Ehr”
- Choral „An Wasserflüssen Babylon”
- Choral „Wer Gott vertraut, hat wohlgebaut”
- Choral „Ach Herr, mich armen Sünder”